# Pnigalio epilobii
Pnigalio epilobii är en stekelart som beskrevs av Boucek 1966. Pnigalio epilobii ingår i släktet Pnigalio och familjen finglanssteklar.
Artens utbredningsområde är:
- Tjeckien.
- Tyskland.
- Grekland.
- Nederländerna.
- Sverige.
- Azerbajdzjan.

Arten är reproducerande i Sverige. Inga underarter finns listade i Catalogue of Life.